# Château de Caudeval
Pour l’article homonyme, voir Château de Caudeval (Puylaurens).
Le château de Caudeval est un château situé à Caudeval, sur la commune nouvelle de Val-de-Lambronne, dans le département de l'Aude en France.

## Historique
L'édifice est partiellement inscrit au titre des monuments historiques en 1973 (Façades et toitures, y compris celles des deux pavillons isolés, et portail d'entrée ; escalier intérieur avec sa cage et sa rampe en fer forgé ; décors de gypseries (et notamment ceux de la salle de billard au premier étage).